# Чуприна, Николай Николаевич
Никола́й Никола́евич Чупри́на (4 июня 1962, Киев, Украинская ССР, СССР) — советский и украинский гребец, выступал за сборные СССР, СНГ и Украины по академической гребле в середине 1980-х — конце 1990-х годов. Двукратный чемпион мира, многократный победитель республиканских и всесоюзных регат, участник двух летних Олимпийских игр. На соревнованиях представлял город Киев, заслуженный мастер спорта СССР (1990).

## Биография
Родился 4 июня 1962 года в Киеве. Активно заниматься академической греблей начал в возрасте пятнадцати лет, в разное время тренировался под руководством таких специалистов как В. Ф. Дьяченко, И. К. Гринько, В. В. Брыскин, М. Б. Деревенко, В. П. Подчерняев, А. Тимошинин.
Первого серьёзного успеха добился в 1985 году, когда попал в основной состав советской национальной сборной и побывал на чемпионате мира в бельгийском Хазевинкеле, откуда привёз награду серебряного достоинства, выигранную в зачёте парных двухместных экипажей. Год спустя боролся за медали на мировом первенстве в английском Ноттингеме, был близок к призовым позициям, но в финале финишировал только четвёртым. В 1990 году на чемпионате мира в Тасмании завоевал золотую медаль в программе четвёрок, затем через год повторил это достижение на аналогичных соревнованиях в Вене. За эти выдающиеся спортивные достижения удостоен почётного звания «Заслуженный мастер спорта СССР».
В 1992 году Чуприна прошёл отбор в так называемую Объединённую команду, созданную из спортсменов бывших советских республик для участия в летних Олимпийских играх в Барселоне. С командой, куда также вошли гребцы Сергей Кинякин, Валерий Досенко и Гирт Вилкс, сумел дойти до финала, тем не менее, в решающем заезде финишировал лишь седьмым.
После окончательного распада Советского Союза Николай Чуприна продолжил выступать за сборную отделившейся Украины и впоследствии принял участие ещё во многих крупных международных регатах. Так, на чемпионате мира 1993 года в чешском городе Рачице он выиграл серебряную медаль в парных четвёрках, в следующем сезоне на мировом первенстве в американском Индианаполисе вновь стал серебряным призёром. Благодаря череде удачных выступлений удостоился права защищать честь страны на Олимпийских играх 1996 года в Атланте — вместе с такими гребцами как Александр Марченко, Александр Заскалько и Леонид Шапошников повторил результат четырёхлетней давности, вновь пришёл к финишу седьмым. В сезоне 1998 года поучаствовал в нескольких этапах Кубка мира, съездил на чемпионат мира в Кёльн, где занял в двойках пятнадцатое место. Вскоре после этих соревнований принял решение завершить карьеру профессионального спортсмена, уступив место в сборной молодым украинским гребцам.
Имеет высшее образование, окончил Киевский государственный институт физической культуры (ныне Национальный университет физического воспитания и спорта Украины). Покинув большой спорт, перешёл на тренерскую работу, работал тренером в гребном клубе «Испания». Женат, есть двое детей (дочь Екатерина состояла в составе молодёжной сборной Украины по академической гребле).С декабря 2021 является главным тренером сборной команды Украины по академической гребле.